# Nazionale maschile di pallacanestro di Panama
La nazionale di pallacanestro panamense è la rappresentativa cestistica di Panama ed è posta sotto l'egida della Federazione cestistica di Panama.

## Piazzamenti

### Olimpiadi
- 1968 - 12º

### Campionati del mondo
- 1970 - 9º
- 1982 - 9º
- 1986 - 19º
- 2006 - 23º

### Campionati americani
- 1984 - 4º
- 1989 - 11º
- 1992 - 7º
- 1993 - 8º
- 1999 - 9º

- 2001 - 6º
- 2005 - 5º
- 2007 - 9º
- 2009 - 8°
- 2011 - 8°

- 2015 - 7°
- 2017 - 12°

### Campionati centramericani
- 1965 - 4º
- 1967 -  1º
- 1969 -  1º
- 1973 - 4º
- 1977 -  3º

- 1981 -  1º
- 1985 -  2º
- 1987 -  2º
- 1989 -  2º
- 1991 - 4º

- 1993 -  3º
- 1995 - 4º
- 1999 - 4º
- 2001 -  3º
- 2004 -  3º

- 2006 -  1º
- 2008 - 6º
- 2010 -  3º
- 2012 - 4º
- 2014 - 5º

- 2016 - 4°

### Giochi panamericani
- 1951 - 6º
- 1967 -  3º
- 1971 - 6º

- 1979 - 7º
- 1987 - 6º
- 2007 - 6º

## Formazioni

### Olimpiadi
Pallacanestro ai Giochi della XIX Olimpiade4 Checa, 5 Osorio, 6 Blades, 7 Malcom, 8 Alvarado, 9 Agard, 10 Reyes, 11 Peralta, 12 Webb, 13 Murrell, 14 Rivas, 15 Ellis,        All. Eugenio Luzcando

### Campionati del mondo
Campionato mondiale maschile di pallacanestro 19704 Blades, 5 Peralta, 6 Osorio, 7 Peart, 8 Andrade, 9 Rivas, 10 Agard, 11 Cousins, 12 Walton, 13 Murrell, 14 Montalvo, 15 Straker,        All. Carl Pirelli
Campionato mondiale maschile di pallacanestro 19824 Malcolm, 5 Chávez, 6 Grenald, 7 Rivas, 8 Brown, 9 Smith, 10 Gálvez, 11 Frazer, 12 Gill, 13 Pinillo, 14 Medrick, 15 Butler,        All. Jim Baron
Campionato mondiale maschile di pallacanestro 19864 Malcolm, 5 E. Grenald, 6 R. Grenald, 7 Rivas, 8 Macías, 9 Gill, 10 Gálvez, 11 Frazer, 12 Escalona, 13 Pinillo, 14 Martínez, 15 Butler,        All. Frank Holness
Campionato mondiale maschile di pallacanestro 20064 Garcés, 5 Peralta, 6 Douglas, 7 M. Gómez, 8 Daley, 9 Levy, 10 D. Gómez, 11 Hicks, 12 Cota, 13 García, 14 Lloreda, 15 Cárdenas,        All. Guillermo Vecchio

### Campionati americani
Torneo americano maschile di pallacanestro di qualificazione alle Olimpiadi 19844 Malcolm, 5 Chávez, 6 Grenald, 7 Rivas, 8 Forbes, 9 Smith, 10 Macías, 11 Frazer, 12 Gil, 13 Bailey, 14 Medrick, 15 Butler,        All. Carl Pirelli
Campionato americano maschile di pallacanestro 19894 Malcolm, 5 E. Grenald, 6 Watson, 7 Cousin, 8 Fiss, 9 Clifford, 10 Gálvez, 11 Jaén, 12 Macías, 13 Pinillo, 14 Jackson, 15 Martínez,        All. Reggie Grenald
Torneo americano maschile di pallacanestro di qualificazione alle Olimpiadi 19924 E. Grenald, 5 E. Chávez, 6 R. Grenald, 7 R. Chávez, 8 Myers, 9 Jackson, 10 Gálvez, 11 Frazer, 12 Grant, 13 Rockshead, 14 Gray, 15 Butler,        All. Jim Baron
Campionato americano maschile di pallacanestro 19934 Fiss, 5 Yearwood, 6 Grant, 7 Ellis, 8 Myers, 9 Jackson, 10 Gálvez, 11 Frazer, 12 Martínez, 13 Rockshead, 14 Garcés, 15 Butler,        All. Flor Meléndez
Campionato americano maschile di pallacanestro 19994 Daley, 5 Johnson, 6 D. Gómez, 7 M. Gómez, 8 Fiss, 9 Kirkaldy, 10 Ortiz, 11 Hicks, 12 Cárdenas, 13 García, 14 Wallace, 15 Morán,        All. Terry Layton
Campionato americano maschile di pallacanestro 20014 Bennett, 5 Peralta, 6 Mendieta, 7 Gómez, 8 Yearwood, 9 Stoute, 10 Jackson, 11 Hicks, 12 Cárdenas, 13 García, 14 Jaén, 15 Ortiz,        All. Reggie Grenald
Campionato americano maschile di pallacanestro 20054 Muñoz, 5 Peralta, 6 Pinnock, 7 M. Gómez, 8 Isaac, 9 Warren, 10 De Gracia, 11 Hicks, 12 D. Gómez, 13 García, 14 Lloreda, 15 Cárdenas,        All. Nolan Richardson
Campionato americano maschile di pallacanestro 20074 Muñoz, 5 Warren, 6 Pinnock, 7 Gómez, 8 Levy, 9 Chambers, 10 De Gracia, 11 Forbes, 12 Alvarado, 13 García, 14 Lloreda, 15 Smith,        All. Vicente Duncan
Campionato americano maschile di pallacanestro 20094 Muñoz, 5 Warren, 6 Pinnock, 7 Gómez, 8 Ortega, 9 Tesis, 10 Archibold, 11 Oglivie, 12 De Gracia, 13 Lindo, 14 Lloreda, 15 Pomare,        All. David Rosario
Campionato americano maschile di pallacanestro 20114 De Gracia, 5 Warren, 6 Pinnock, 7 Robinson, 8 Archibold, 9 Forbes, 10 Ayarza, 11 Tesis, 12 Pomare, 13 Smith, 14 Lloreda, 15 Garcés,        All. David Rosario
Campionato americano maschile di pallacanestro 20154 Muñoz, 5 Gaskins, 6 Pinnock, 7 Horne, 8 King, 9 Levy, 10 Ayarza, 11 Hicks, 12 Oglivie, 13 Pomare, 14 Lloreda, 15 Garcés,        All. David Rosario
Campionato americano maschile di pallacanestro 20170 Forbes, 1 Luzcando, 4 Muñoz, 8 King, 9 Molinar, 10 Ayarza, 11 Oglivie, 23 Bishop, 24 Levy, 31 Oses, 32 Carter, 35 Montenegro,        All. Manolo Hussein
Campionato americano maschile di pallacanestro 20223 Grant, 4 Hall, 5 Gaskins, 7 D. King, 8 J. King, 10 Ayarza, 15 Castillo, 16 Romero, 20 Montenegro, 21 Atencio, 24 Gedeon, 35 Rodríguez,        All. Flor Meléndez

### Campionati centramericani
Campionato centramericano maschile di pallacanestro 1967Blades, Checa, Douglas, Ellis, Ford, Guedes, Montalvo, Morales, Murrell, Osorio, Peralta, Webb, All. Eugenio Luzcando
Campionato centramericano maschile di pallacanestro 1969Agard, Andrade, Blades, Cousins, Montalvo, Morales, Murrell, Osorio, Peart, Peralta, St. Omer, Walton, All. Carl Pirelli
Campionato centramericano maschile di pallacanestro 1981Butler, Duncan, Forbes, Frazer, Gálvez, Grenald, Lawrence, Malcolm, Medrick, Pinillo, Rivas, Smith, All. Ray Nacke
Campionato centramericano maschile di pallacanestro 1987Butler, Cox, Fiss, Frazer, Gálvez, Grenald, Jackson, Malcolm, Martínez, Pinillo, Rockshead, Smith, All. Matt Kilcullen
Campionato centramericano maschile di pallacanestro 2001Allen, Bennett, Cárdenas, García, Gómez, Jackson, Jaén, Kirkaldy, Maldonado, Ortiz, Peralta, Stoute, All. Reggie Grenald
Campionato centramericano maschile di pallacanestro 20044 Daley, 5 Johnson, 6 Mendieta, 7 M. Gómez, 8 Isaac, 9 Allen, 10 De Gracia, 11 Hicks, 12 Warren, 13 García, 14 Maldonado, 15 Cárdenas,        All. -
Campionato centramericano maschile di pallacanestro 20064 Garcés, 5 Peralta, 6 Mendieta, 7 Levy, 8 M. Gómez, 9 Watson, 10 D. Gómez, 11 Hicks, 12 Cota, 13 García, 14 Lloreda, 15 Cárdenas,        All. Guillermo Vecchio
Campionato centramericano maschile di pallacanestro 20084 Muñoz, 5 Peralta, 6 Pinnock, 7 Gómez, 8 Warren, 9 St. Rose, 10 Gondola, 11 King, 12 De Gracia, 13 Ortega, 14 Johnson, 15 Oglivie,        All. Enrique Grenald
Campionato centramericano maschile di pallacanestro 20104 Muñoz, 5 Warren, 6 Pinnock, 7 Abrahams, 8 J. King, 9 Alvarado, 10 Smith, 11 Oglivie, 12 D. King, 13 Mitchell, 14 Lloreda, 15 Pomare,        All. David Rosario
Campionato centramericano maschile di pallacanestro 20124 Muñoz, 5 Bolaños, 6 Pinnock, 8 St. Rose, 9 Johnson, 10 Ayarza, 11 Oglivie, 12 Tesis, 13 King, 14 Gotti, 15 Archibold,        All. David Rosario
Campionato centramericano maschile di pallacanestro 20144 Garcés, 5 Jones, 6 Pinnock, 7 King, 8 Muñoz, 9 Levy, 10 Ayarza, 11 Hicks, 12 Oglivie, 13 García, 14 Lloreda, 15 St. Rose,        All. David Rosario
Campionato centramericano maschile di pallacanestro 20164 Muñoz, 5 Jones, 6 Bishop, 7 D. King, 8 J. King, 9 Warren, 10 Ayarza, 11 Hicks, 12 Luzcando, 13 Mitchell, 14 Lloreda, 15 Oglivie,        All. Joaquín Ruiz

### Campionati centramericani COCABA
Campionato centramericano COCABA maschile di pallacanestro 20154 Muñoz, 5 Gaskins, 6 Waithe, 8 King, 9 Grant, 10 Ayarza, 11 Johnson, 12 Brown, 13 Gotti, 14 Lloreda, 15 Garcés,        All. David Rosario

### Giochi panamericani
Pallacanestro maschile ai I Giochi panamericaniArosemena, Blades, Castorina, Celis, Cumberbatch, Echeverría, Frazer, Jaén, Luzcando, Santos, Tom, Williams, All. -
Pallacanestro maschile ai V Giochi panamericaniAgard, Blades, Checa, Ellis, Messiah, Montalvo, Murrell, Osorio, Peralta, Rivas, Walton, Webb, All. Francisco Prados
Pallacanestro maschile ai VI Giochi panamericaniArroyo, Cordero, Cousins, Ellis, Morales, Murrell, Osorio, Peart, Peralta, Pinillo, Rivas, Straker, All. Carl Pirelli
Pallacanestro maschile agli VIII Giochi panamericaniBrown, Butler, Callender, Dyer, Frazer, Grenald, Malcolm, Medrick, Pond, Smith, Warren, All. Carl Pirelli
Pallacanestro maschile ai X Giochi panamericani4 Malcolm, 5 E. Grenald, 6 R. Grenald, 7 Rivas, 8 Martínez, 9 Rockshead, 10 Gálvez, 11 Frazer, 12 Escalona, 13 Pinillo, 14 Myers, 15 Butler,        All. -
Pallacanestro maschile ai XV Giochi panamericani4 Muñoz, 5 Peralta, 6 Pinnock, 7 M. Gómez, 8 Levy, 9 Chambers, 10 De Gracia, 11 Isaac, 12 D. Gómez, 13 Tesis, 14 Lloreda, 15 Smith,        All. Vicente Duncan
Pallacanestro maschile ai XIX Giochi panamericani0 López, 4 Hall, 6 Aguilar, 7 Sánchez, 10 Quintero, 11 Armstrong, 12 King, 13 Grant, 16 Romero, 21 Atencio, 24 Gedeon, 29 Bell,        All. -